# A-Vista

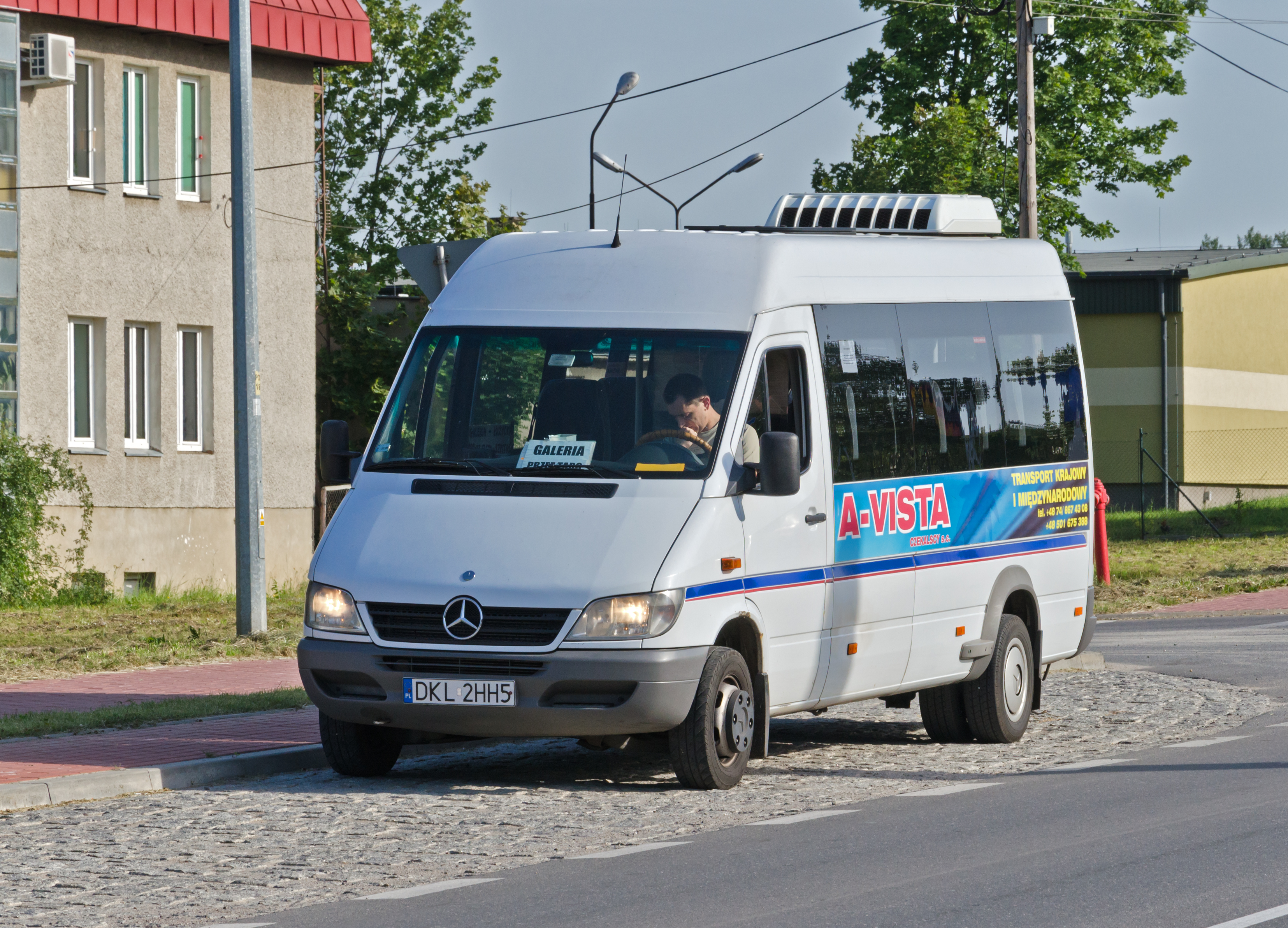
Bus A-Visty

Baza Zaopatrzenia i Zbytu „A-Vista” Komunikacja Miejska Sp. z o.o. (w skrócie A-Vista) – firma powstała w 1989 roku, świadcząca usługi przewozowe krajowe i zagraniczne oraz obsługująca komunikację miejską w Kłodzku oraz do niektórych miejscowości leżących na terenie gminy wiejskiej Kłodzko.

## Historia
Firma powstała 18 lutego 1989 roku w Kłodzku, a jej założycielem jest Mirosław Czekalski. Od samego początku firma świadczyła usługi przewozowe na obszarze kraju oraz za granicą. Po transformacji ustrojowej w Polsce i liberalizacji przepisów dotyczących działalności gospodarczej na początku lat 90. XX wieku przedsiębiorstwo wygrało przetarg na obsługę komunikacji miejskiej w Kłodzku. A-Vista świadczy również usługi związane z wynajmem busów.
Właścicielem spółki jest Marlena Czekalska i Bartosz Czekalski – córka i syn założyciela firmy. Jej siedziba wraz z bazą zaopatrzenia i zbytu mieści się przy ul. Szpitalnej 4 w Kłodzku, w części zabudowań należących dawniej do dworca kolejowego Kłodzko Główne.

## Tabor
A-Vista posiada własne barwy firmowe taboru, którymi są kolory biały lub czerwony na których widnieje logo przedsiębiorstwa. W skład taboru spółki wchodzi kilka autobusów oraz busy, dysponujące liczbą miejsc na 18-19 osób:
| Typ pojazdu       | Liczba |
| ----------------- | ------ |
| Autosan H9-21     | 2      |
| Mercedes O100     | 1      |
| Mercedes 413CDI   | 1      |
| Mercedes 209D     | 1      |
| Renault FR1       | 1      |
| Setra S208 H      | 1      |
| Volkswagen LT46   | 1      |
| Wszystkie pojazdy | 8      |

## Linie
Współcześnie A-Vista obsługuje 35 przystanków komunikacji miejskiej na obszarze miasta Kłodzka oraz 12 przystanków zlokalizowanych w granicach gminy Kłodzko (Ścinawica, Młynów, Wojbórz, Łączna, Wilcza). Przedsiębiorstwo nie stosuje numeracji linii. Na autobusie widnieje wyłącznie kierunek w jakim jedzie dany bus/autobus oraz przez jakie ważniejsze przystanki, stąd też prezentowane poniżej numery tras mają charakter umowny:
| Linia           | Trasa |
| --------------- | --- |
| I               | Szpitalna – Zamiejska – Podgrodzie – Korfantego – Łużycka – pl. Jedności – Kościuszki – św. Wojciecha – Spółdzielcza |
| II              | Spółdzielcza – Kościuszki – pl. Jedności – Łużycka – Sienkiewicza – Walecznych                                       |
| III             | Zajęcza (Urząd Celny) – Objazdowa – Noworudzka – Spółdzielcza – Kościuszki – Śląska – Lipowa – Zamiejska – Szpitalna |
| IV (podmiejska) | Łużycka – pl. Jedności – Kościuszki – Nowy Świat – Półwiejska – Wojbórz – Łączna – Wilcza                            |